# Quercus pachyloma
Quercus pachyloma — вид рослин з родини Букові (Fagaceae); поширений у південному Китаї й Тайвані.

## Опис
Дерево 12–17 м заввишки. Кора сіра, гладка. Гілочки спочатку помаранчево запушені, стаючи безволосими. Листки 8–10 × 2–4 см, оберненояйцюваті, довгасто-еліптичні або ланцетні, шкірясті; верхівка загострена у верхівковій 1/3; основа клиноподібна; краї зубчасті в верхівковій половині; зверху без волосся; внизу волохаті або ± голі; молоде листя густо-помаранчево запушене; ніжка листка довжиною 1.5–2 см. Маточкові суцвіття запушені, завдовжки 1.5–3 см. Жолуді від 2 до 5 разом, довгасті, завдовжки 2.5 см, ушир 1.4 см; верхівка округла, спочатку густо волохата; чашечка дзвоноподібна або півкругла, охоплює горіх на 1/3–2/3, з 7–8 концентричними кільцями; дозріває 1 рік.
Період цвітіння: березень.

## Середовище проживання
Поширений у південному Китаї й Тайвані. Росте у вологих лісах на схилах гір та в долинах. Висота зростання: 200–1000 м.